# 绿穗鹅观草
绿穗鹅观草（学名：Roegneria viridula）为禾本科鹅观草属下的一个种。